# Эбларн
Эбларн (нем. Öblarn) — торговая община (нем. Marktgemeinde) в Австрии, в федеральной земле Штирия.
Входит в состав округа Лицен.  Население составляет 2008 человек на 1 января 2016 года (1423 на 31 декабря 2005 года). Занимает площадь 49,16 км². Официальный код  —  61228.

## Политическая ситуация
Бургомистр коммуны — Франц Цах (АНП) по результатам выборов 2015 года.
Совет представителей общины (нем. Gemeinderat) состоит из 15 мест:
- Независимые: 2 места (5 на 2006 год)
- Социал-демократы (СДПА) занимают 4 места (4 на 2006 год)
- Народники (АНП) занимают 8 мест (4 на 2006 год)
- Свобода (АПС) занимает 1 место (2 на 2006 год)